# Tedingerbroekpolder
De Tedingerbroekpolder is een grote polder en voormalig waterschap in de Nederlandse provincie Zuid-Holland. Delen van de  polder hebben door een reeks gemeentelijke herindelingen sinds de 19e eeuw deel uitgemaakt van diverse gemeenten: Stompwijk, Leidschendam, Pijnacker en Nootdorp. Momenteel ligt de polder in de gemeente Den Haag. Waterstaatkundig behoort de polder tot het Hoogheemraadschap Delfland. De polder grens in het zuidwesten aan de Broekpolder, in het zuidoosten aan de Oost- en West Negentig Morgen polders in Nootdorp; in het noordwesten aan het Rijn-Schiekanaal (ook de Vliet genaamd), en in het noordoosten aan de zogenaamde landscheiding (= de grens met het Hoogheemraadschap Rijnland.
Het waterschap was verantwoordelijk voor de drooglegging en de waterhuishouding in de polder. 

## Huidig gebruik
Sinds de polder op 1 januari 2002 door een gemeentelijke herindeling bij Den Haag werd gevoegd, is het landelijke karakter verloren gegaan. De spoorlijn Den Haag-Utrecht en de autosnelwegen A12 en A4 doorsneden reeds het gebied, met onder andere het grote knooppunt Prins Clausplein midden in de polder. Daar kwamen later ook de RandstadRail en HTM tramlijnen 15 en 19 bij. Ook het vliegveld Ypenburg lag grotendeels in de Tedingerbroekpolder; het werd in 1992 gesloten. Tegenwoordig ligt daar de Vinex-wijk Ypenburg. Ook de Vinex-wijk Leidschenveen en het bedrijventerrein Forepark liggen in de polder. De oude geografische en cultuurhistorische lijnen van bijvoorbeeld verkavelings- en veenontginningspatronen in de polder zijn bij de aanleg van deze Vinex-wijken nauwelijks gerespecteerd en zijn dus nauwelijks te herkennen in het stratenplan. Slechts de Tedingerbroekplas, een visplas, is overgebleven.

## Externe link

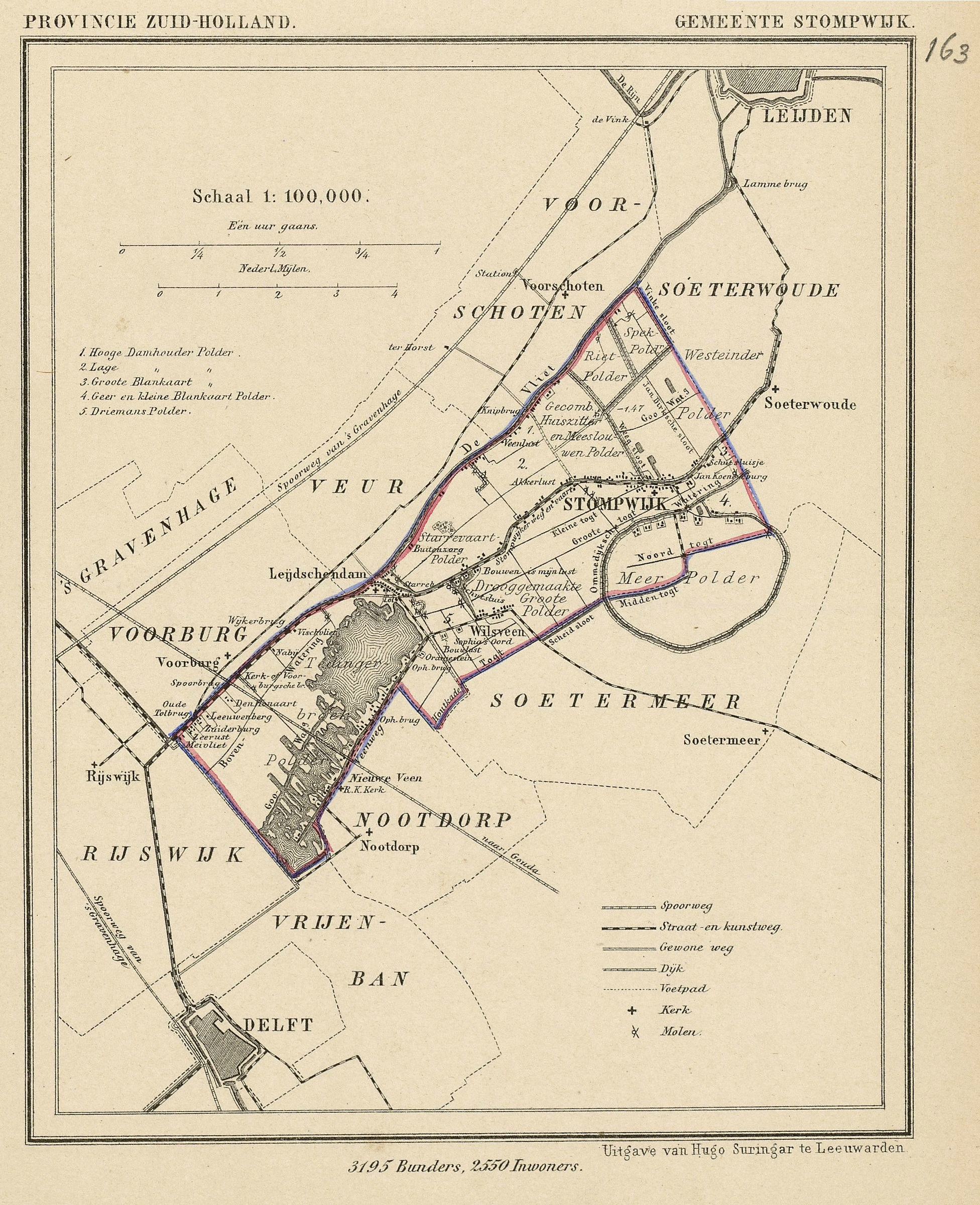
Rond 1870 lag de Tedingerbroekpolder geheel op het grondgebied van de gemeente Stompwijk.

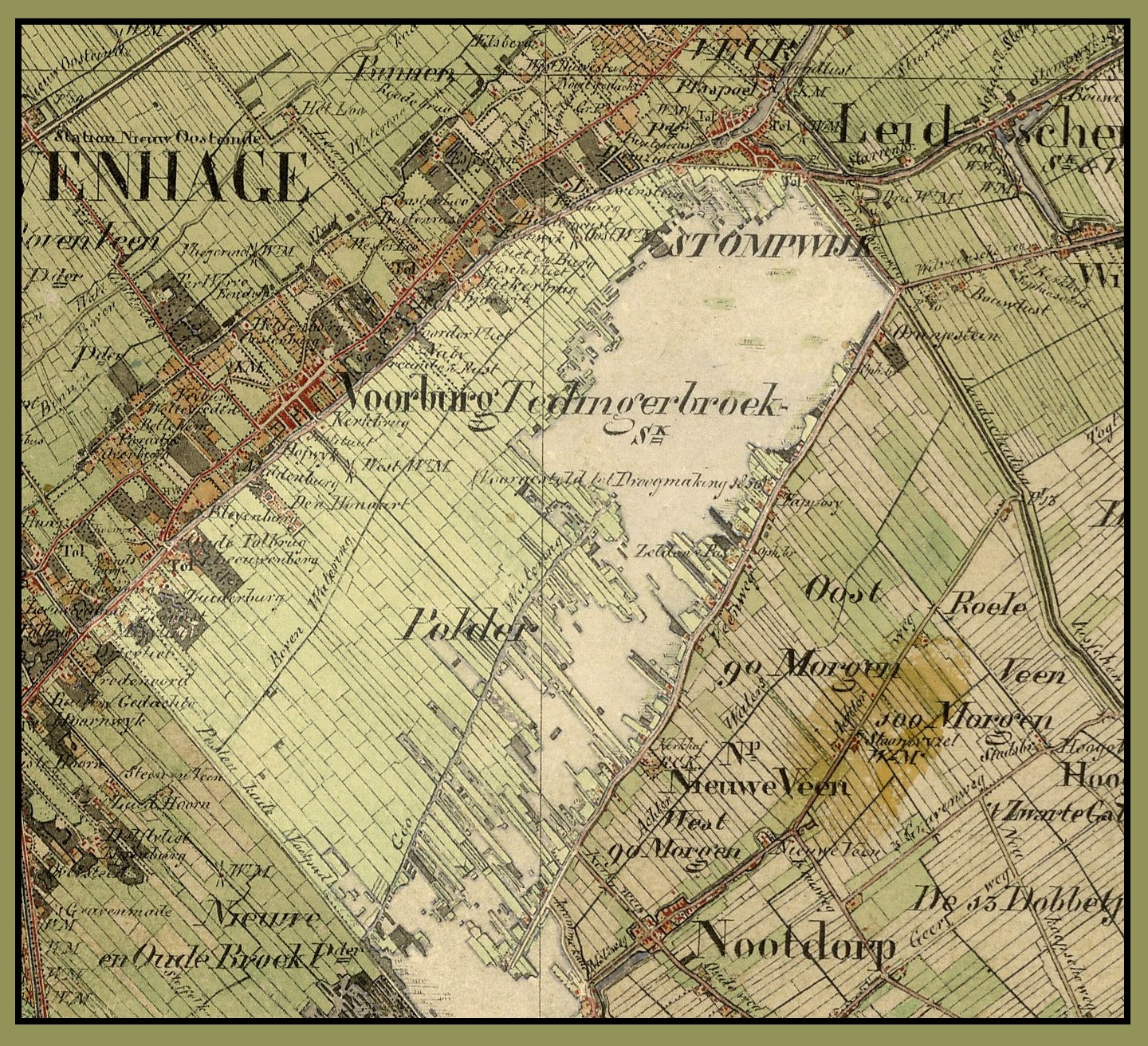
De Tedingerbroekpolder in 1850